# Aero the Acro-Bat 2
Aero the Acro-Bat 2 é um jogo eletrônico lançado pela Sunsoft em abril de 1994. É a continuação de Aero the Acro-Bat. 
David Siller planejou um port e remake do jogo para o Game Boy Advance em 2002, mas então o cancelou para favorecer títulos originais.